# Lavrica
Lavrica je spalno naselje oz. satelitsko naselje Ljubljane jugovzhodno od njenih meja in obenem največje naselje v Občini Škofljica z okoli 3.500 prebivalci. Je del urbanega območja Ljubljane na njenem južnem obrobju, saj leži tik za mestno mejo med ljubljanskim predmestjem Rudnik in Škofljico. Z Ljubljano in Škofljico je povezana z mestno avtobusno linijo 3B, z Grosupljem pa jo povezuje še integrirana avtobusna linija 3G. Obsega več zaselkov oz. predelov: Ob Potoku, Srednja vas, Zadnja vas, Daljna vas, Sela pri Rudniku in Babna Gorica ob manjši istoimenski vzpetini na Ljubljanskem barju. Na vzhodni del od naselja segajo trije barjanski zatoki - ožja dolina Dovca, tesna dolina in zatok Grivka, skozi katerega teče potok Grivka. Na zahodni strani od naselja se nahajajo njive in travniki na barjanski črnici.

## Zgodovina
Nekoč je bila sedanja Lavrica sestavljena iz štirih zaselkov oz. vasi: Sela, Srednja vas, Daljna vas in Babna Gorica. V srednjem veku so bile te vasi samostojne, vendar so bile povezane v župo ali naselbino, ki je sprva nosila ime Čemšenik, nato Semšenik in na koncu Subšenik in je bila prvič omenjena leta 1330 v listini češkega kralja in koroškega vojvode Henrika IV. Koroškega. Občina Čemšenik je sprva sodila pod gospostvo kranjskega deželnega kneza. Iz urbarjev iz 15. stoletja se ve, da je bilo takrat na področju današnje Lavrice zgolj 10 kmetij, kar pomeni, da so bile vasi še zelo majhne.
Naselitveni val iz Gorenjske v 12. stoletju je bil pomemben dogodek v zgodovini Lavrice. Pripeljal je do stalnega naseljevanja področja in je bil osnova za razvoj današnjega naselja. Predniki so se na Lavrici naselili v gručastih naseljih na obrobju gričev. To je bilo posledica dejstva, da so bila zemljišča na ravnini v lasti zemljiških gospostev in so bila zato težje dostopna. V tem času so se ljudje začeli naseljevati tudi v ravnini in ob cesti. Vasi so bile sprva majhne in so se preživljale s kmetijstvom.
Naslednji pomembni dogodek v zgodovini Lavrice je bilo izsuševanje Ljubljanskega barja v 18. stoletju, kar je privedlo do večjega dotoka prebivalcev, k temu pa je pripomogel tudi razvoj kmetijstva in izgradnja Južne železnice Dunaj-Trst. Tako so se razvile še druge gospodarske dejavnosti, kot so trgovina, obrt in industrija. Železnica je povezala Lavrico z drugimi deli Evrope in omogočila razvoj trgovine in obrti. Vlak je mimo Lavrice prvič zapeljal 24. julija 1893. V tem času so se ljudje začeli naseljevati tudi v ravnini in ob cesti. Prvi ljudje na Lavrici so se ukvarjali s proizvodnjo mleka in žita. V sredini 19. stoletja je bil odpravljen fevdalni red in vasi so se začele širiti in se počasi stapljati ena v drugo. V drugi polovici 20. stoletja je bilo to strjevanje dokončno in tako je Lavrica postala eno samo naselje, ki je danes del urbanega območja Ljubljane.

## Ivan Ogrin
Ivan Johannes Ogrin, veleposestnik, trgovec in dobrotnik z Lavrice, * 28. april 1875, Stara Vrhnika, † 30. julij 1951, Ljubljana.
Ivan Ogrin je imel dve sestri in dva brata. Osnovno šolo je obiskoval skupaj s pisateljem Ivanom Cankarjem, nato pa v Ljubljani še podkovsko šolo, predhodnico kasnejše srednje veterinarske šole. Ko je bil star 20 let, se je odpravil v Brazilijo in se naselil v provinci San Paulo, v mestu Jaboticabal, kjer je odprl manjšo trgovino. Z varčnostjo in vestnim gospodarjenjem je trgovino kmalu razširil in z dobičkom kupil usnjarno, ki do danes še vedno stoji. Ivan Ogrin je bil priljubljen tako med Slovenci, kot tudi med vsemi imigranti iz takratne avstro-ogrske monarhije, da ga je avstrijska vlada imenovala za konzula v Braziliji.
Leta 1911 je Ivan Ogrin zapustil Brazilijo in se vrnil v domovino. Kupil je posestvo v Šentilju pri Velenju, leto zatem pa še graščino Golnik in Lenčetovo posest na Lavrici. Josip Lenče (1865 – 1920) je bil gostilničar, gospodarstvenik in politik. Ogrin je graščino Golnik leta 1914 prodal. Nadaljeval je z dejavnostjo, ki jo je pred njim že vodila Lenčetova rodbina. Postal je vinski trgovec, gostilničar in kmet. Ko se je Ivan Ogrin dodobra udomačil na Lavrici in je tudi posel dobro tekel, se je 31. januarja 1921 poročil z Antonijo Švigelj z Brega pri Borovnici. Dobro leto po poroki, 16. marca 1922, se jima je rodila hči Ana Nuška.
Ivan Ogrin je umrl v bolnišnici v Ljubljani zaradi raka na črevesju, 30. julija 1951. Pripeljali so ga domov, kjer je do pogreba ležal v hišni veži. Pogreb je bil na novem pokopališču na Rudniku, 1. avgusta 1951. Tam sta večni počitek našli tudi njegova žena Antonija (1889 – 1971) in hči Ana Nuška (1922 - 2008).

## Društveno življenje in gradnja kulturno-posvetnih objektov

### PGD Lavrica
Prvo društvo, ustanovljeno 10. julija 1921, je bilo Gasilno društvo Laverca. Gasilci so denar za opremo zbirali z organizacijo veselic s srečelovi, ki so bili v smrekovem gaju za Ogrinovo hišo. Gasilski dom je bil slovesno odprt poleti 1926. V zahvalo za pobudo in izdatno podporo društvu, so gasilci Ivana Ogrina leta 1928 imenovali za svojega častnega člana.

### OŠ Lavrica
Podružnična osnovna šola Lavrica je bila zgrajena leta 1926 na pobudo krajanov. Bila je majhna, vendar sta dve učilnici bili dovolj veliki za sprejem vseh 61 učencev, učiteljsko stanovanje pa je omogočalo učitelju, da je živel blizu šole in bil na voljo učencem in staršem. Imela je tudi šolski vrt, ki je bil vir svežih pridelkov, uporabljenih za pripravo šolske malice. Leta 1927 sta prva učitelja bila Mirko Kosin, ki je bil tudi šolski upravitelj, in njegova žena Zora Kosin Bitežnik. Pomembno vlogo je igral Ivan Ogrin, saj je financiral »Ogrinovo ustanovo«, z njenim denarjem pa je pomagal revnim učencem, ki si šolskih potrebščin niso mogli privoščiti. Zaradi izseljevanja ljudi iz podeželja v mesta, ustanavljanja novih šol in sprememb v družbi osnovna šola Lavrica ni bila več finančno vzdržna, zato je bila meseca maja 1962 na predlog šolskega sveta ukinjena. Domobranska vojska je decembra 1943 zasedla šolo in jo uporabljala kot postojanko. Partizani so konec marca 1944 postojanko napadli, šolo pa zažgali. Zgorel je arhiv in celotna knjižnica. Šola je bila popolnoma uničena in je bilo potrebno veliko dela, da je bila obnovljena. Dogodek je bil pomemben prelomni trenutek v zgodovini šole. Delna obnova je bila končana že med vojno, dokončno pa je bila obnovljena šele leta 1947. Po vojni se je število učencev v šoli zmanjševalo, saj so se otroci začeli voziti v šolo v Škofljico. Leta 1968 je bila šola preoblikovana v podružnično šolo Osnovne šole Škofljica. Kljub vsem težavam je šola preživela in je še danes pomemben kulturni in izobraževalni center za kraj Lavrica. Šola je v dobršnem stanju in se ponaša z bogato zgodovino.

### Tamburaško društvo Krim-Lavrica
Leta 1930 je začelo delovati Tamburaško društvo Krim-Lavrica. Vaje so imeli pri Vodniku, kjer je bila do leta 1960 tudi pošta.

### Sokolska četa Lavrica
21. junija 1931 je bila pod okriljem matičnega društva Sokol Ljubljana IV. slovesno ustanovljena Sokolska četa na Lavrici. Ob ustanovitvi je štela 130 članov. Dobrih 6 let zatem so sokoli na Lavrici postavili tudi letno telovadišče, ki je stalo ob sedanji Kamnikarjevi ulici. Slovesno odprtje je bilo 14. avgusta 1938.